# Iglesia de San Pietro Martire (Nápoles)
La iglesia de San Pietro Martire es un monumental lugar de culto católico en Nápoles; es, por excelencia, la Capilla de la Universidad de Nápoles Federico II, aunque actualmente este lugar lo ocupa de forma oficial la iglesia de San Giorgio dei Genovesi en Vía Medina). Linda con el claustro del mismo nombre, hoy sede de la Facultad de Letras y Filosofía de la misma universidad.

## Historia
Fue fundada en 1294 por los angevinos y donado, una vez terminado, a los dominicos. En 1343 se realizó una primera restauración y en 1347 Giovanni Capano realizó el portal de mármol; en los años 1423 y 1456 fue restaurada nuevamente en estilo renacentista debido a un incendio (1423) y un terremoto (1456). Después de aproximadamente un siglo comenzó la construcción del claustro y en 1607 el fraile-arquitecto dominico Giuseppe Nuvolo restauró el complejo una vez más con la creación de la cúpula (1609) con azulejos de mayólica. Entre 1632 y 1633, bajo la dirección de los ingenieros Pietro De Marino y Natale Longo, se construyó el actual portal de mármol y el espacio frontal. Natale Longo fue responsable del diseño inicial del campanario, que fue construido en 1655 por Francesco Antonio Picchiatti, este último activo en la obra tras el derrocamiento de los dos ingenieros.
Un siglo más tarde, es decir, en 1755, se abrió una nueva sesión de obras seguida por el conocido Giuseppe Astarita, mientras Giuseppe Scarola trabajaba en los estucos.
En el siglo XIX el monasterio fue abolido con su conversión en fábrica de tabaco y finalmente en sede de la Facultad de Letras y Filosofía de la Universidad Federico II de Nápoles. En 1943, el complejo monástico resultó dañado debido a un bombardeo, pero en 1953 fue restaurado por el ingeniero Luigi Cosenza y entre 1978 y 1983 se llevó a cabo una nueva restauración bajo la dirección del ingeniero De Stefano, quien sacó a la luz la primitiva estructura renacentista.
En 2021 llega a su fin un largo proyecto de restauración, financiado con fondos europeos en el marco del «Proyecto de la Unesco para el centro histórico de Nápoles».

## Descripción

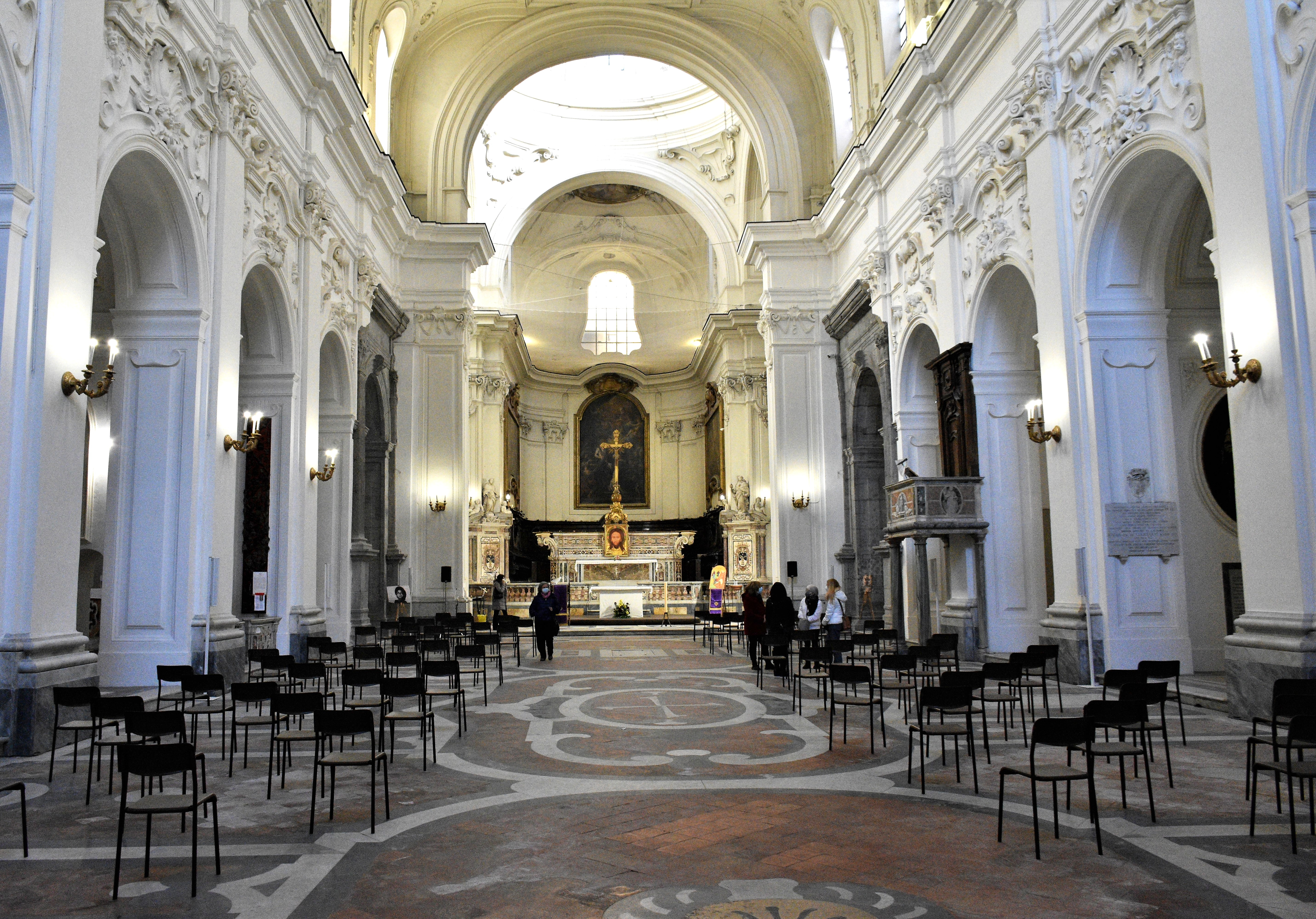
el interior

La fachada, que se abre al espacio abierto del frente diseñado en el siglo XVII, se divide en dos registros: el primero está cerrado por un orden de pilastras compuestas, mientras que en el centro se encuentra el portal de mármol que reemplaza al del siglo XIV; el registro superior, en cuyo centro hay una gran ventana polilobulada, está adornado con una decoración de estuco del siglo XVIII.
El interior, de planta de cruz latina con siete capillas a cada lado, se caracteriza por estucos del siglo XVIII que ocultan la estructura del siglo XV. La decoración del siglo XVIII presenta elaboradas composiciones de estilo barroco. Destacan el altar y el cono, ambos realizados por Salomone Rapi, mientras que la balaustrada es de Lazzari, autor de una decoración de mármol en una capilla. Aquí se conservan obras de Jacopo della Pila, Fabrizio Santafede, Giovanni Bernardino Azzolino, Girolamoprendito, Andrea Falcone, Francesco Solimena, Salvatore Pace, Giuseppe Marullo, Antonio Sarnelli, Girolamo Cenatiempo, Giacomo del Pò, Carlo Mercurio, Bartolomé Ordóñez, Giovanni da Nola, Giovanni y Pacio Bertini. En el ábside hay pinturas y frescos de Giacinto Diano y Sebastiano Conca.
También son interesantes las pinturas de Buono de' Buoni (siglo XV) y su hijo Silvestro Buono (1501), en la primera y quinta capilla.

## Relacionado
- Iglesias de Nápoles
- Renacimiento napolitano
- Barroco napolitano